# Buenavista, Rodeo
Buenavista är en ort i Mexiko.   Den ligger i kommunen Rodeo och delstaten Durango, i den centrala delen av landet, 800 km nordväst om huvudstaden Mexico City. Buenavista ligger 1 327 meter över havet och antalet invånare är 193.
Terrängen runt Buenavista är kuperad åt sydost, men åt nordväst är den platt. Buenavista ligger nere i en dal. Runt Buenavista är det mycket glesbefolkat, med 5 invånare per kvadratkilometer. Närmaste större samhälle är Rodeo, 8,2 km nordväst om Buenavista. Omgivningarna runt Buenavista är i huvudsak ett öppet busklandskap.